# Надія Матвєєва
Надія Матвєєва (ім'я при народженні — Людмила; нар. 15 листопада 1968, м. Керч, УРСР, СРСР) — українська теле- та радіоведуча, журналістка, редакторка.

## Життєпис
Народилася 15 листопада 1968 року в місті Керч. У дитинстві мріяла стати балериною. Навчалася у Московському енергетичному інституті і Кременчуцькому університеті економіки, інформаційних технологій і управління.
Працювала:
- ведучою та редакторкою прямого ефіру на радіо, редакторкою розважальних програм та ведучою авторських програм на телебаченні (м. Кременчук[2]),
- шеф–редакторкою газети (м. Черкаси),
- ведучою ранкового шоу «Будильники на Русском» (2011—2014[3], «Русское Радио», Київ),
- ведучою «Все буде добре» (2012—2018) та «Все буде смачно»,
- ведучою бекстейджа Національного відбору на Євробачення (2019).

Веде власне онлайн-шоу «Ранок з Надією».
Учасниця танцювального конкурсу «Танці з зірками».
З 2020 року — ведуча проєкту «Неймовірна правда про зірок».
ЇЇ часто запрошують у ролі експертки і на інші проєкти, зокрема — «Битва екстрасенсів», «Один за всіх», «Ультиматум».